# Teretrurus
Teretrurus – rodzaj węży z rodziny tarczogonowatych (Uropeltidae).

## Zasięg występowania
Rodzaj obejmuje gatunki występujące endemicznie w Indiach. 

## Systematyka

### Etymologia
- Teretrurus: gr. τερετρον teretron „świder”; ουρα oura „ogon”[2].
- Brachyophidium: gr. βραχυς brakhus „krótki”[6]; οφιδιον ophidion „mały wąż”, zdrobnienie od οφις ophis, οφεως opheōs „wąż”[7]. Gatunek typowy: Brachyophidium rhodogaster Wall,  1921.

### Podział systematyczny
Do rodzaju należą następujące gatunki:
- Teretrurus agumbensis Cyriac, Ganesh, Madani, Ghosh, Kulkarni & Shanker, 2024
- Teretrurus albiventer Cyriac, Ganesh, Madani, Ghosh, Kulkarni & Shanker, 2024
- Teretrurus hewstoni (Beddome, 1876)
- Teretrurus periyarensis Cyriac, Ganesh, Madani, Ghosh, Kulkarni & Shanker, 2024
- Teretrurus rhodogaster (Wall, 1921)
- Teretrurus sanguineus (Beddome, 1867)
- Teretrurus siruvaniensis Cyriac, Ganesh, Madani, Ghosh, Kulkarni & Shanker, 2024
- Teretrurus travancoricus Beddome, 1886